# Huskedagen
Huskedagen er en årlig mærkedag og landsindsamling, som har til formål at udbrede kendskabet til demens og samle ind til fordel for mennesker med demens og pårørende. De økonomiske bidrag i forbindelse med Huskedagen (Landsindsamlingen) går til at skabe håb og støtte gennem forskning, rådgivning og oplysning. 
Bag Huskedagen står Alzheimerforeningen, som er Danmarks største organisation for demenspatienter og deres pårørende. 
Huskedagen falder lørdagen efter Den Internationale Alzheimerdag, som er d. 21. september.

## Eksterne Kilder
- https://huskedagen.dk/ hjemmeside